# Autoroute M2 (Hongrie)
Pour les articles homonymes, voir M2 et Autoroute du Nord.
L'autoroute hongroise M2 est une autoroute qui relie Budapest à la Slovaquie via Vác. Elle correspond à la route européenne E 77.